# Vilela (Amares)
Vilela is een plaats (freguesia) in de Portugese gemeente Amares en telt 313 inwoners (2001).

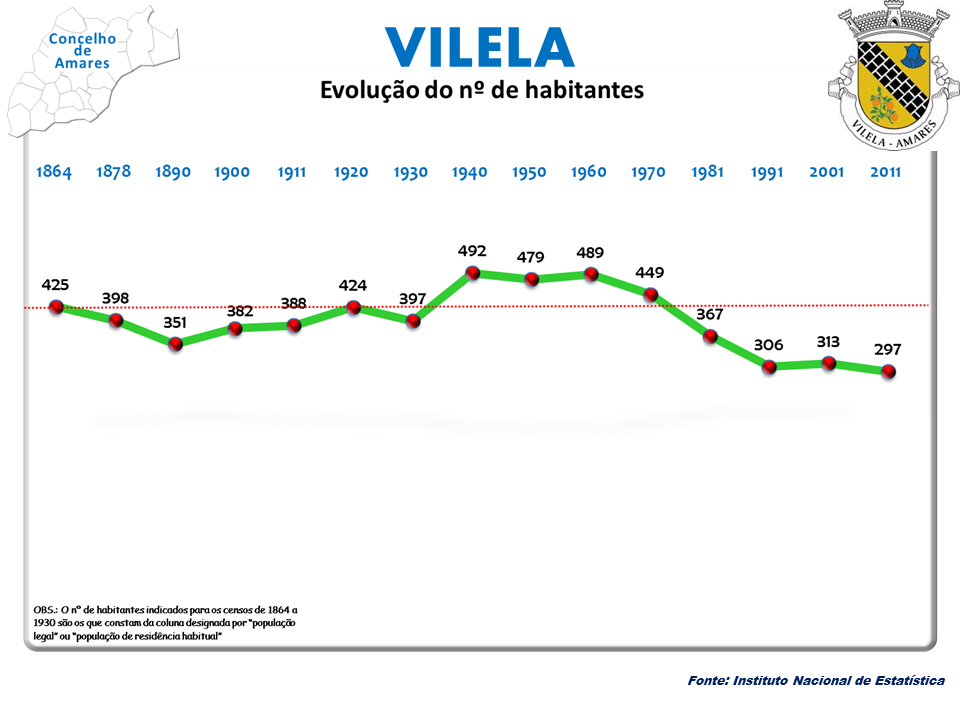
Bevolkingsontwikkeling tussen 1864 en 2011